# MZ (groupe)
Pour les articles homonymes, voir MZ.
La MZ était un groupe de rap composé de Jok'Air, Hache-P et Dehmo fondé en 2007 dont le manager et producteur est Davidson (fondateur de Davidson Presents et grand frère de Jok'Air). Le nom du groupe, MZ, signifie Mafia Zeutrei, en référence au 13e arrondissement de Paris duquel ils sont originaires.
Après deux albums, le groupe se sépare en 2016 à la suite de mésententes entre les artistes et le producteur.

## Biographie

### Les débuts (2007-2014)
Davidson, le manager du groupe vivait dans le 13e arrondissement de Paris avec son petit frère Jok'Air, et a un déclic lorsqu'il s'aperçoit que son frère s'entraîne à raper en clashant ses camarades. Davidson décide de lui payer des heures de studios ainsi qu'à certains de ses amis : Hache-P, Dehmo, Mc Loka (footballeur professionnel, international camerounais Karl Toko-Ekambi) qui composent le groupe initial de « La Mafia Zeutrei ». Une première mixtape autoproduite « Avant la majorité » sort en 2009.Deux autres mixtapes MZ Music vol.1 et vol.2 sortent en 2010 et 2012. Voyant un potentiel dans les artistes restant de « La Mafia Zeutrei », Davidson passe énormément de temps à leur faire de la publicité en parlant d'eux via des Skyblogs, sur les réseaux sociaux Twitter et Facebook et en faisant des pochoirs du nom du groupe dans tout Paris. Après cela, il contacte Zoxea et Melopheelo du groupe « Les sages poètes de la rue » qui les épaulent et les aident à signer sur le label Arista en 2012. En 2014 sortent les mixtapes MZ Music vol.3 et vol.3.5 produits par Ekynoxx, Jeremy Chatelain et Marc Allal. Leur notoriété augmente grâce au morceau Lune de fiel qui sort le 14 février 2014 qui est le premier de la MZ a accumulé rapidement des millions de vues sur YouTube,,.

### Affaire de famille(2015)
Le label pousse la MZ à sortir un premier album rapidement, laissant à Davidson un mois pour en assurer la promotion. En raison de désaccords sur les façons de travailler, Zoxea et Melopheelo cessent d'épauler la MZ. Leur premier album "Affaire de famille" sort le 4 mai 2015. Malgré des singles fonctionnant bien comme "Je suis un menteur", "Ma substance" ou encore "3.5.7" l'album est un échec commercial, ne s'écoulant en première semaine qu'à 2660 exemplaires. En août 2015, la MZ annonce la sortie d'un deuxième album courant 2016,,.

### La Dictatureet séparation (2016)
La MZ décide de consacrer plus de temps à la promotion de ce deuxième album qu'au premier. Après un premier single "Superman" qui ne connaît pas le succès escompté, le deuxième extrait Les "Princes" en featuring avec le rappeur Nekfeu est très apprécié autant par les fans plus anciens que par le grand public qui ne connaît pas forcément ce groupe. Pourtant, ce single devait être seulement pour Jok'Air et Nekfeu et non pour le groupe, le reste du groupe a décidé de rajouter leurs couplet après. Il est le single de la MZ ayant fait le plus de vues sur YouTube, il est également le premier à être passé en radio, sur Skyrock, dans une version coupée cependant excluant le couplet de Dehmo ainsi qu'une partie de celui de Jok'Air. Les deux singles suivant "MD" et "Toi sur moi" fonctionnent bien également et confirment un accès de la MZ au grand public, également appuyé par les 13 millions d'écoutes en streaming en première semaine. L'album "La Dictature" sort le 22 avril 2016, une semaine après sa sortie, les ventes sont de 3 889 albums sans le streaming et de 21 889 albums si on prend le streaming en compte. En septembre, le groupe annonce la préparation d'un troisième album nommé "La Mafia Zeutrei" (de 2007 à 2017) dont le premier extrait "On Shoot" sort le 30 septembre. Le 30 novembre 2016, La Dictature est certifié disque d'or. Le 9 décembre sort le deuxième single du troisième album, il est nommé "Y'a d'la dope". Le clip est supprimé par la MZ dans les heures qui suivent. Hache-P va alors annoncer sur Facebook que l'album ne sortira finalement pas, que la MZ se sépare et qu'il ne souhaite plus travailler avec Davidson. Quelques jours après, Dehmo dit dans une vidéo qu'il ne souhaite plus jamais travailler avec son ex-manager, contrairement à Jok'Air, qui reste en bons termes avec Davidson (car ils sont frères) est la seule personne du groupe à vouloir encore collaborer avec lui,.
Cela a notamment mené à l'annulation deux fois consécutives de leur concert sur Toulouse

### Carrières solo (2017)

#### Jok'Air
Jok'Air sort plusieurs clips solo sur YouTube, étant considéré par beaucoup de fans de la MZ comme le leader du groupe, il est celui qui fait le plus de vues sur les réseaux sociaux. Il reste cependant très loin des performances réalisées par la MZ avec "La Dictature". Jok'Air a les meilleures performances, et est nommé au BET Awards de 2019 dans la catégorie de découverte mondiale. Le 24 février 2017, il sort un EP "Big Daddy Jok" disponible uniquement en streaming. Une deuxième mixtape, vendue également en téléchargement et en physique sort le 16 juin 2017 sous le nom "Je suis Big Daddy", une semaine avant la mixtape "Ethologie" de Dehmo. Elle s'écoule à 1709 exemplaires en première semaine (physique, digital et streaming). Le 25 mai 2018, Jok'Air sort son premier album intitulé Jok'Rambo. Le 29 mars 2019, Jok'Air sortira un album intitulé Jok'Travolta qui sera pour beaucoup son meilleur album avec des featurings qui plaisent au plus grands nombres (Alkpote, Jazzy Bazz, Chilla...)

#### Dehmo
Après la sortie d'un premier titre solo Désolé bien accueilli par les fans avec lequel il dépasse les deux millions de vues sur YouTube, il enchaîne avec d'autres singles avant la sortie de sa mixtape. Sa première mixtape Ethologie sort le 23 juin 2017, une semaine après celle de Jok'Air, sur laquelle il y a notamment une collaboration avec Hache P, son ancien confrère de la MZ. Le 19 janvier 2017, Dehmo sort un EP se nommant Poetic Bendo. Et le 23 novembre, il sort son premier album Métronome avec notamment, un seul featuring qui sera avec son ex-partenaire de groupe Hache-P et un ami à eux de leur cité Marlo Flexxx.

#### Hache P
Hache P sort son premier single solo On revient de loin sur la chaîne YouTube de Daymolition. Son titre dépasse assez rapidement le million de vues. Il fait encore deux clips en collaboration avec Daymolition puis crée sa propre chaîne YouTube. Dans son clip Bye Bye, un projet est annoncé pour l'automne 2017. Il a sorti il y a peu un EP « Before » qui regroupent toutes les musiques qu’il a sorties depuis la carrière solo. Son premier album est sorti le 19 avril 2019 et se nomme « Rock’n’Roll ».

## Discographie

### Mixtapes
- 2009 : Avant la majorité
- 2010 : MZ Music Vol.1
- 2012 : MZ Music Vol.2
- 2014 : MZ Music Vol. 3
- 2014 : MZ Music Vol.3.5
- 2015 : Coup d'État